# Abriola
Abriola ist eine süditalienische Gemeinde (comune) mit 1269 Einwohnern (Stand 31. Dezember 2023) in der Provinz Potenza in der Basilikata. Die Gemeinde liegt etwa 14 Kilometer von Potenza. Durch die Gemeinde fließt der Basento.

## Verkehr
Der Bahnhof von Abriola lag an der früheren Bahnstrecke von Laurenzana nach Potenza, die seit 1980 geschlossen ist.